# Zekelita eremialis
Zekelita eremialis là một loài bướm đêm trong họ Erebidae.